# Cleveland Street
Cleveland Street – stacja metra nowojorskiego, na linii J. Znajduje się w dzielnicy Brooklyn, w Nowym Jorku i zlokalizowana jest pomiędzy stacjami Norwood Avenue i Van Siclen Avenue. Została otwarta 30 maja 1893.